# Judo-Europameisterschaften 1994
Die Judo-Europameisterschaften 1994 fanden vom 19. bis zum 22. Mai in Danzig statt. Es waren die ersten Judo-Europameisterschaften in Polen, sechs Jahre später wurden die Europameisterschaften in Breslau ausgetragen. Das Gastgeberland erreichte den fünften Platz im Medaillenspiegel.
Es konnte kein Judoka seinen Titel aus dem Vorjahr erfolgreich verteidigen. Mit Sergei Kosminin, Angelique Seriese und Monique van der Lee gewannen drei Titelträger des Vorjahres diesmal in einer anderen Gewichtsklasse, wobei die beiden Niederländerinnen die Gewichtsklassen tauschten.

## Ergebnisse

### Männer
| Gewichtsklasse                 | Gold                | Silber              | Bronze                                |
| ------------------------------ | ------------------- | ------------------- | ------------------------------------- |
| Superleichtgewicht (bis 60 kg) | Girolamo Giovinazzo | Nazim Hüseynov      | Franck Chambilly Giorgi Rewasischwili |
| Halbleichtgewicht (bis 65 kg)  | Wladimir Dratschko  | Jarosław Lewak      | Benoît Campargue Salim Abanoz         |
| Leichtgewicht (bis 71 kg)      | Sergei Kosminin     | Patrick Rosso       | Bertalan Hajtós René Sporleder        |
| Halbmittelgewicht (bis 78 kg)  | Ryan Birch          | Johan Laats         | Mark Huizinga Patrick Reiter          |
| Mittelgewicht (bis 86 kg)      | Oleg Malzew         | Vincenzo Carabetta  | Iveri Jikurauli Adrian Croitoru       |
| Halbschwergewicht (bis 95 kg)  | Paweł Nastula       | Raymond Stevens     | Dmitri Sergejew Mike Hax              |
| Schwergewicht (über 95 kg)     | David Douillet      | Rafał Kubacki       | Selim Tataroğlu Frank Möller          |
| Offene Klasse                  | Laurent Crost       | Harry Van Barneveld | Aleksi Dawitaschwili Jewgeni Pechurow |

### Frauen
| Gewichtsklasse                 | Gold                | Silber               | Bronze                                |
| ------------------------------ | ------------------- | -------------------- | ------------------------------------- |
| Superleichtgewicht (bis 48 kg) | Yolanda Soler       | Sylvie Meloux        | Justina Pinheiro Tatjana Kuwtschinowa |
| Halbleichtgewicht (bis 52 kg)  | Ewa-Larysa Krause   | Alessandra Giungi    | Deborah Allen Alexa von Schwichow     |
| Leichtgewicht (bis 56 kg)      | Jessica Gal         | Nicola Fairbrother   | Magali Baton Ursula Myren             |
| Halbmittelgewicht (bis 61 kg)  | Gella Vandecaveye   | Diane Bell           | Miriam Blasco Miroslava Jánošíková    |
| Mittelgewicht (bis 66 kg)      | Rowena Sweatman     | Anneliese Anglberger | Claudia Zwiers Radka Štusáková        |
| Halbschwergewicht (bis 72 kg)  | Ulla Werbrouck      | Estha Essombe        | Kate Howey Cristina Curto             |
| Schwergewicht (über 72 kg)     | Angelique Seriese   | Beata Maksymow       | Raquel Barrientos Swetlana Gundarenko |
| Offene Klasse                  | Monique van der Lee | Christine Cicot      | Beata Maksymow Irina Rodina           |

## Medaillenspiegel
| Rang | Land                   | Gold | Silber | Bronze | Gesamt |
| ---- | ---------------------- | ---- | ------ | ------ | ------ |
| 1    | Russland               | 3    | –      | 5      | 8      |
| 2    | Niederlande            | 3    | –      | 2      | 5      |
| 3    | Frankreich             | 2    | 5      | 3      | 10     |
| 4    | Vereinigtes Königreich | 2    | 3      | 2      | 7      |
| 5    | Polen                  | 2    | 3      | 1      | 6      |
| 6    | Belgien                | 2    | 2      | –      | 4      |
| 7    | Italien                | 1    | 1      | –      | 2      |
| 8    | Spanien                | 1    | –      | 3      | 4      |
| 9    | Österreich             | –    | 1      | 1      | 2      |
| 10   | Aserbaidschan          | -    | 1      | –      | 1      |
| 11   | Deutschland            | -    | –      | 4      | 4      |
| 12   | Georgien               | –    | –      | 3      | 3      |
| 13   | Türkei                 | –    | –      | 2      | 2      |
| 14   | Portugal               | –    | -      | 1      | 1      |
| 14   | Rumänien               | –    | -      | 1      | 1      |
| 14   | Schweden               | –    | -      | 1      | 1      |
| 14   | Slowakei               | –    | -      | 1      | 1      |
| 14   | Tschechien             | –    | -      | 1      | 1      |
| 14   | Ungarn                 | –    | -      | 1      | 1      |
|      | Total                  | 16   | 16     | 32     | 64     |